# 山陽新幹線
山陽新幹線（日语：／ San'yō Shinkansen */?）是連結新大阪站至博多站，屬於西日本旅客鐵道（JR西日本）的高速鐵路線（新幹線）；名稱來自山陽地方。
山陽新幹線以東海道新幹線延線方式建設，而且有較多列車直通運行，統稱「東海道·山陽新幹線」。和九州新幹線直通後，也統稱「山陽·九州新幹線」，亦可以3條路線合稱「東海道·山陽·九州新幹線」。

## 歷史
山陽新幹線是東海道新幹線的延線。1972年3月15日，山陽新幹線新大阪站至岡山站間完工通車，1975年3月10日岡山站至博多站完工通車。相較於東海道新幹線，山陽新幹線的路線更適合高速行車，在姬路站以西，使用N700系、500系的希望號列車可以以時速300公里的最高時速運轉。不過在德山車站，因要經過市街，時速限制為170公里。由於當初興建時為了減少彎道的數量，使路線儘量保持直線，因此山陽新幹線的隧道數量較東海道新幹線為多，因此也有人揶揄山陽新幹線為「地下鐵新幹線」。
由2011年3月12日開始九州新幹線亦從博多車站與山陽新幹線相連，因此山陽新幹線列車也將直接駛入九州新幹線的路線中。

### 年表
- 1965年9月9日：山陽新幹線新大阪站至岡山站被批准建設。
- 1966年5月31日：新大阪站至岡山站的路線及車站被批准。
- 1967年3月16日：於赤穗市舉行新大阪至岡山段開工儀式。
- 1969年
  - 6月18日：岡山站至博多站被批准建設。
  - 12月4日：岡山站至博多站的路線及車站被批准。
- 1972年3月15日：新大阪站至岡山站路段完工通車，時速210公里。光號列車來往大阪至岡山需時58分鐘。
- 1975年3月10日：岡山站至博多站路段完工通車。三原至博多限速時速160公里，光號列車來往大阪至博多需時3小時44分鐘。
- 1980年10月1日：三原至博多之間的時速160公里限速解除，光號來往大阪至博多時間縮短至3小時28分鐘。
- 1985年3月14日：重整運營圖，光號來往大阪至博多時間縮短至3小時16分鐘。
- 1986年11月1日：全線提速至時速220公里，光號來往大阪至博多時間縮短至2小時59分鐘。
- 1988年3月13日：新尾道站與東廣島站開始營業。
- 1989年3月11日：加入高級光號，時速230公里，光號來往大阪至博多時間縮短至2小時49分鐘。
- 1993年3月18日：希望號開始在山陽新幹線上營運，時速270公里，希望號來往大阪至博多時間縮短至2小時32分鐘。
- 1995年1月17日：因阪神淡路地震造成山陽新幹線全線無法行車，1月18日，未受損的姬路站至博多站間恢復通車。4月8日全線恢復通車。
- 1997年3月22日：希望號列車開始使用500系的車輛，並且達到時速300公里。希望號來往大阪至博多時間縮短至2小時17分鐘。
- 1999年3月13日：厚狹站開始營業。
- 2000年3月11日：光號鐵路之星列車開始營運。
- 2003年10月1日：小郡站改名為新山口站。
- 2007年7月1日： 希望號列車開始使用N700系的車輛，時速達300公里。
- 2008年11月30日：0系列車退出定期營運。
- 2011年3月12日：九州新幹線全線通車，山陽新幹線列車可直通，櫻號及瑞穗號加入營運。
- 2012年3月17日：100系及300系退役。
- 2017年
  - 2月19日：山陽新幹線全線保安裝置由類比制式ATC-1W升級為與東海道新幹線同型的數碼制式ATC-NS。
  - 3月4日：所有東海道新幹線直通營運的定期希望號及光號列車均使用N700A系營運。因應全線保安裝置升級，新大阪至博多間的希望號及瑞穗號列車行車時間平均縮減1分鐘，而回聲號列車更平均縮減15分鐘。
  - 9月30日：推出可在山阳新干线上使用ICOCA、PASMO等的服务“Smart EX”。
- 2021年6月：因行動電話普及率高，JR集團各公司拆除所有新幹線列車上的公用電話[2]。
- 2024年3月16日：东海道、山阳、九州新干线列车上的吸烟室被废除，改建为紧急饮用水储存室。因此，日本所有新干线列车上将不再允许吸烟[3][4][5]。
- 2025年3月10日，JR西日本在岡山站以西的各車站舉行全線通車50周年的發車紀念儀式[6][7][8][9][10]。

## 路線資料
- 路線距離（實際距離）：553.7公里（營業距離為644.0公里）
  - 新岩國站－德山站間段，車費、料金計算為途經岩德線的營業距離為622.3公里，車費計算距離為626.7公里。
  - 距離標的設置以東京站為起點。
- 軌距：1,435毫米（標準軌）
- 站數：19個（包括起終點站）
  - 山陽新幹線單獨站4個（在來線連同其他公司管理的車站共6個）。此外，根據西日本旅客鐵道官方網站「用資料看見JR西日本」，不計算JR東海管理的新大阪站，共18個[11]。
- 信號場數：1個
- 複線路段：全線
- 電氣化路段：全線（交流電25,000 V、60 Hz、高架電纜）
- 運行方式：ATC方式
- 保安裝置：ATC-NS
- 道床：有碴軌道、無碴軌道
- 車輛基地
  - 博多綜合車輛所（設有岡山支所、廣島支所）
- 運轉指令所（日语：運転指令所）：東京指令所（日语：新幹線総合指令所）
  - 平時使用東京的指令所進行指令業務，一旦發生地震等災害時另設有位於大阪的第二指令所。
- 列車運行管理系統（日语：列車運行管理システム）：新幹線運行管理系統（日语：新幹線運行管理システム）（通稱 COMTRAC：Computer aided Traffic Control System）
- 路線結構組合：路盤 12%、橋樑 9%、高架橋 28%、隧道 50%[12]

路線本身除新大阪站附近（JR東海關西支社管轄）外，全線由新幹線管理本部管轄。營業上新大阪站的邊界與管理上的邊界位於十三筋（大阪府道、兵庫縣道41號大阪伊丹線）的第二三津屋架道橋跨越的地點。此外九州內至九州新幹線與博多南線的分岔地點為止由JR西日本管理。
然而車站管理、營運，本州內為由並行在來線所管轄的支社管轄（不包括新幹線單獨站），九州內為由新幹線管理本部的下部組織福岡支社管轄。JR西日本的新幹線單獨車站，由以下支社負責管轄。
- 新神戶站：近畿統括本部（日语：西日本旅客鉄道近畿統括本部）、神戶支社（日语：西日本旅客鉄道神戸支社）（管理站長配置）
- 新尾道站：岡山支社（日语：西日本旅客鉄道岡山支社）、瀨戶內地域鐵道部（日语：せとうち地域鉄道部）（尾道站傘下。地區站長配置）
- 東廣島站：廣島支社（日语：西日本旅客鉄道広島支社）（直轄，西條站傘下。地區站長配置）
- 新岩國站：廣島支社、德山地域鐵道部（日语：徳山地域鉄道部）
- 小倉站、博多站：新幹線管理本部、福岡支社

## 車站列表
| 中文站名 | 日文站名 | 英文站名 | 新大阪起計 | 新大阪起計 | 東京起計 | 東京起計 | 停車站 | 接續路線 | 所在地              | 所在地              |
| 中文站名 | 日文站名 | 英文站名 | 營業距離   | 實際距離   | 營業距離 | 實際距離 | 停車站 | 接續路線 | 所在地              | 所在地              |
| --- | -------- | -------- | ---------- | ---------- | -------- | -------- | ------ | --- | ------------------- | ------------------- |
| 新大阪 |          |          | 0.0        | 0.0        | 552.6    | 515.4    | 全     | 東海旅客鐵道： 東海道新幹線 西日本旅客鐵道： JR京都線（JR-A46） 大阪市高速電氣軌道： 御堂筋線（M13）                        | 大阪府 大阪市淀川區 | 大阪府 大阪市淀川區 |
| 新神戶 |          |          | 36.9       | 32.6       | 589.5    | 548.0    | 全     | 神戶市營地下鐵： 西神·山手線（S02） 神戶布引纜車（植物園山麓）                                                              | 兵庫縣              | 神戶市中央區        |
| 西明石 |          |          | 59.7       | 54.8       | 612.3    | 570.2    |        | 西日本旅客鐵道： JR神戶線（JR-A74）                                                                                         | 兵庫縣              | 明石市              |
| 姬路 |          |          | 91.7       | 85.9       | 644.3    | 601.3    |        | 西日本旅客鐵道： JR神戶線（JR-A85）、 山陽本線（JR-A85）、 播但線、 姬新線 山陽電氣鐵道： 本線（山陽姬路，SY43））          | 兵庫縣              | 姬路市              |
| 相生 |          |          | 112.4      | 105.9      | 665.0    | 621.3    |        | 西日本旅客鐵道： 山陽本線、 赤穗線                                                                                          | 兵庫縣              | 相生市              |
| 岡山 |          |          | 180.3      | 160.9      | 732.9    | 676.3    | 全     | 西日本旅客鐵道： 山陽本線、 赤穗線、 伯備線、 宇野線、 瀨戶大橋線、 津山線、 吉備線 岡山電氣軌道：東山本線（岡山站前）      | 岡山縣              | 岡山市北區          |
| 新倉敷 |          |          | 205.5      | 186.7      | 758.1    | 702.1    |        | 西日本旅客鐵道： 山陽本線                                                                                                   | 岡山縣              | 倉敷市              |
| 福山 |          |          | 238.6      | 217.7      | 791.2    | 733.1    |        | 西日本旅客鐵道： 山陽本線、 福鹽線                                                                                          | 廣島縣              | 福山市              |
| 新尾道 |          |          | 258.7      | 235.1      | 811.3    | 750.5    |        | | 廣島縣              | 尾道市              |
| 三原 |          |          | 270.2      | 245.6      | 822.8    | 761.0    |        | 西日本旅客鐵道： 山陽本線、 吳線                                                                                            | 廣島縣              | 三原市              |
| 東廣島 |          |          | 309.8      | 276.5      | 862.4    | 791.9    |        | | 廣島縣              | 東廣島市            |
| 廣島 |          |          | 341.6      | 305.8      | 894.2    | 821.2    | 全     | 西日本旅客鐵道： 山陽本線、 吳線、 可部線、 藝備線 廣島電鐵：■M 本線（廣島站電停，M1）                                      | 廣島縣              | 廣島市南區          |
| 新岩國 |          |          | 383.0      | 350.0      | 935.6    | 865.4    |        | 錦川鐵道：錦川清流線（清流新岩國）                                                                                          | 山口縣              | 岩國市              |
| 德山 |          |          | 430.1      | 388.1      | 982.7    | 903.5    |        | 西日本旅客鐵道：■ 山陽本線、■ 岩德線                                                                                        | 山口縣              | 周南市              |
| 新山口 |          |          | 474.4      | 429.2      | 1027.0   | 944.6    |        | 西日本旅客鐵道：■ 山陽本線、■ 山口線、■ 宇部線                                                                              | 山口縣              | 山口市              |
| 厚狹 |          |          | 509.5      | 453.3      | 1062.1   | 968.7    |        | 西日本旅客鐵道：■ 山陽本線、■ 美禰線                                                                                        | 山口縣              | 山陽小野田市        |
| 新下關 |          |          | 536.1      | 477.1      | 1088.7   | 992.5    |        | 西日本旅客鐵道：■ 山陽本線                                                                                                  | 山口縣              | 下關市              |
| 小倉 |          |          | 555.1      | 497.8      | 1107.7   | 1013.2   | 全     | 九州旅客鐵道： 鹿兒島本線、 山陽本線、 日豐本線、 日田彥山線 北九州高速鐵道：小倉線                                         | 福岡縣              | 北九州市 小倉北區   |
| 鞍手信號場 |          | /        | -          | (520.3)    | -        | (1035.7) |        | | 福岡縣              | 鞍手郡鞍手町        |
| 博多 |          |          | 622.3      | 553.7      | 1174.9   | 1069.1   | 全     | 九州旅客鐵道： 九州新幹線、 鹿兒島本線、 福北豐線 西日本旅客鐵道：■ 博多南線 福岡市地下鐵：■ 機場線（K11）、■ 七隈線（N18） | 福岡縣              | 福岡市博多區        |
| - 停車站…全：所有列車均會停車（2009年3月改點） - 長距離乘車券的特定都區市內 - ：大阪市內、：神戶市內、：廣島市內、：北九州市內、：福岡市內 - 新大阪站（新幹線）為JR東海的管理委託站 |          |          |            |            |          |          |        | |                     |                     |

### 各站構造
原則上，全部列車皆停的車站是採「2台4到发線」的方式配置月台，其他車站則皆設有側線。其中較特別的是新神戶站，由於用地較小的緣故，站內僅配置兩個側式月台，並設有閘門以策安全。
| 配線分類 | 2月台4到發線                             | 2月台2到發線+通過線                                                                  | 2月台3到發線+通過線       | 2月台2到發線 |
| 構內圖   |                                          |                                                                                      |                           |              |
| 採用站   | 岡山站、廣島站 小倉站 博多站（2010年前） | 西明石站、相生站 新倉敷站、福山站 新尾道站、三原站 東廣島站、德山站 新山口站、厚狹站 | 姫路站、新岩國站 新下關站 | 新神戶站     |

| 配線分類 | 5月台8到發線 | 3月台6到發線     |
| 構内圖   |              |                  |
| 採用站   | 新大阪站     | 博多站（2010後） |

## 使用車輛

### 現在使用車輛
- 500系：初期服務和東海道新幹線直通運行的希望號班次，曾是世界上營運速度最高（300km/h）的鐵路列車，及日本速度最高（設計極速：350km/h）的鐵路列車。2007年起被N700系逐漸取代後，餘下的列車被縮短為8輛編組，並降速至285km/h，2008年12月1日起取代退役的0系擔任回聲號班次之營運。
- 700系：初期服務希望號及光號班次，N700系投入營運後主要服務光號、回聲號班次，及部分希望號（臨時列車）。2020年3月13日起僅剩700系7000番台：擔任光號鐵道之星及回聲號班次之營運。
- N700系：服務於希望號、光號及回聲號班次。（東海道-山陽新幹線）
  - N700系7000、8000番台：擔任瑞穗號、櫻號及部分光號、回聲號、燕號班次之營運。（山陽-九州新幹線）
- N700S系：服務部份希望號、光號及回聲號班次。（定期運用只行駛東京=名古屋=新大阪）
  - N700S系3000番台：擔任少數希望號班次之營運。

### 過去使用車輛
- 0系：曾擔任回聲號班次之營運。2008年11月30日全面退出定期營運，12月14日正式退役。
- 100系：曾擔任回聲號班次之營運。2012年3月14日全面退出定期營運，3月17日正式退役。
- 300系：曾擔任和東海道新幹線直通運行的光號班次及部份回聲號班次之營運。2012年3月14日全面退出定期營運，3月17日正式退役。

## 營運模式

### 列車種類
「希望」（のぞみ，Nozomi）■
希望號為東海道—山陽新幹線直通車，行駛於東京至博多間（部分班次只行駛至廣島），與瑞穗號同為山陽新幹線速達班次（山陽新幹線內中途固定停靠新大阪、新神戶、岡山、廣島，小倉及博多，擇一選停姬路、福山、德山、新山口；朝夕時有部分例外）。大部份班次均為此類列車，每小時最少3班次、最多6班次。
「光號」（ひかり，Hikari）■
光號有東海道—山陽新幹線直通車，多數行駛於東京至岡山間，少數班次以新橫濱、名古屋為始發站，或以廣島、博多為終點站，山陽新幹線內各站停車（少數下行班次略有不同）。
「光號鐵路之星」（ひかりレールスター，Hikari Railstar）■
光號鐵路之星為山陽新幹線區間車，行駛於新大阪至博多間，停靠站較櫻號多，一天僅有下行2班次、上行3班次（其中一班只行駛至岡山）。
「回聲」（こだま，Kodama）■
回聲號為山陽新幹線區間車，行駛於新大阪至博多間，區間內各站停車，班次開行區間（起訖站）並不固定。
「瑞穗」（みずほ，Mizuho）■
瑞穗號為山陽—九州新幹線直通車，行駛於新大阪至鹿兒島中央間，與希望號同為山陽新幹線速達班次（山陽新幹線內中途固定停靠新大阪、新神戶、岡山、廣島，小倉及博多，部分班次擇一增停姬路、福山、新山口），一日僅有8往返班次。
「櫻」（さくら，Sakura）■
櫻號為山陽—九州新幹線直通車，行駛於新大阪至鹿兒島中央間，為山陽新幹線次速達班次，停靠站較希望號及瑞穗號多。
「燕」（つばめ，Tsubame）■
燕號為九州新幹線區間車，一日僅有一班次延長行駛至山陽新幹線（小倉站）。

### 時刻表與停車站
圖示説明

●：停車　▲：於其中1站停車　△：部份列車於其中1站停車　▼：部分列車停車　→：通過　＝: 直通九州新幹線　      ◆：臨時列車　★/☆：擇一班次行駛

＊：根據時間帶不同，有新大阪站～博多站間直通運行列車。
| 列車類別 | 起點站        | 新大阪站 發車時刻 | 新大阪 | 新神戶 | 西明石 | 姬路 | 相生 | 岡山站 | 新倉敷       | 福山         | 新尾道       | 三原         | 東廣島       | 廣島         | 新岩國       | 德山         | 新山口       | 厚狹         | 新下關       | 小倉         | 博多         | 博多南       | 博多站 到站時刻 | 終點站          |
| -------- | ------------- | ----------------- | ------ | ------ | ------ | ---- | ---- | ------ | ------------ | ------------ | ------------ | ------------ | ------------ | ------------ | ------------ | ------------ | ------------ | ------------ | ------------ | ------------ | ------------ | ------------ | --------------- | --------------- |
| 希望號   | 東京          | 02分              | ●      | ●      | →      | →    | →    | ●      | →            | ●            | →            | →            | →            | ●            | →            | →            | →            | →            | →            | ●            | ●            |              | 30分            | 博多            |
| 希望號◆  | 東京          | 08分              | ●      | ●      | →      | →    | →    | ●      | →            | ●            | →            | →            | →            | ●            | →            | →            | →            | →            | →            | ●            | ●            |              | 39分            | 廣島、博多      |
| 希望號◆  | 東京          | 14分              | ●      | ●      | →      | →    | →    | ●      | →            | →            | →            | →            | →            | ●            | →            | →            | ●            | →            | →            | ●            | ●            |              | 45分            | 廣島、博多      |
| 希望號   | 東京          | 17分              | ●      | ●      | →      | ●    | →    | ●      | →            | ▼            | →            | →            | →            | ●            | （廣島）42分 | （廣島）42分 | （廣島）42分 | （廣島）42分 | （廣島）42分 | （廣島）42分 | （廣島）42分 | （廣島）42分 | （廣島）42分    | （廣島）42分    |
| 櫻號     | 新大阪        | 20、23分          | ●      | ●      | →      | ▼    | →    | ●      | →            | ●            | →            | →            | →            | ●            | →            | ●            | →            | →            | →            | ●            | ●            | ＝           | 59分            | 鹿兒島中央      |
| 希望號◆  | 東京          | 32分              | ●      | ●      | →      | →    | →    | ●      | →            | →            | →            | →            | →            | ●            | →            | ●            | →            | →            | →            | ●            | ●            |              | 03分            | 博多            |
| 回聲號   | 新大阪、岡山* | 37分              | ●      | ●      | ●      | ●    | ●    | ●      | ●            | ●            | ●            | ●            | ●            | ●            | ●            | ●            | ●            | ●            | ●            | ●            | ●            | ●            | 不定            | 博多 （博多南） |
| 希望號   | 東京          | 41分              | ●      | ●      | →      | →    | →    | ●      | →            | →            | →            | →            | →            | ●            | →            | →            | ●            | →            | →            | ●            | ●            |              | 09分            | 博多            |
| 櫻號 ◆☆  | 新大阪        | 47分              | ●      | ●      | →      | →    | →    | ●      | →            | ●            | →            | →            | →            | ●            | →            | →            | ●            | →            | ▼            | ●            | ●            | ＝           | 23分            | 鹿兒島中央      |
| 希望號◆  | 東京          | 50分              | ●      | ●      | →      | ●    | →    | ●      | →            | →            | →            | →            | →            | ●            | →            | →            | →            | →            | →            | ●            | ●            |              | 18分            | 廣島、博多      |
| 瑞穗號☆  | 新大阪        | 54分              | ●      | ●      | →      | △    | →    | ●      | →            | △            | →            | →            | →            | ●            | →            | →            | △            | →            | →            | ●            | ●            | ＝           | 22分            | 鹿兒島中央      |
| 光號     | 東京          | 59分              | ●      | ●      | ●      | ●    | ●    | ●      | （岡山）02分 | （岡山）02分 | （岡山）02分 | （岡山）02分 | （岡山）02分 | （岡山）02分 | （岡山）02分 | （岡山）02分 | （岡山）02分 | （岡山）02分 | （岡山）02分 | （岡山）02分 | （岡山）02分 | （岡山）02分 | （岡山）02分    | （岡山）02分    |

| 列車類別 | 起點站         | 博多站 發車時刻 | 博多南       | 博多         | 小倉         | 新下關       | 厚狹         | 新山口       | 德山         | 新岩國       | 廣島         | 東廣島       | 三原         | 新尾道       | 福山         | 新倉敷       | 岡山 | 相生 | 姬路 | 西明石 | 新神戶 | 新大阪 | 新大阪站 到站時刻 | 終點站        |
| -------- | -------------- | --------------- | ------------ | ------------ | ------------ | ------------ | ------------ | ------------ | ------------ | ------------ | ------------ | ------------ | ------------ | ------------ | ------------ | ------------ | ---- | ---- | ---- | ------ | ------ | ------ | ----------------- | ------------- |
| 希望號★  | （廣島）03分   | （廣島）03分    | （廣島）03分 | （廣島）03分 | （廣島）03分 | （廣島）03分 | （廣島）03分 | （廣島）03分 | （廣島）03分 | （廣島）03分 | ●            | →            | →            | →            | →            | →            | ●    | →    | ●    | →      | ●      | ●      | 28分              | 東京          |
| 希望號★☆ | 博多           | 00分            |              | ●            | ●            | →            | →            | →            | →            | →            | ●            | →            | →            | →            | →            | →            | ●    | →    | ●    | →      | ●      | ●      | 28分              | 東京          |
| 希望號◆☆ | 博多           | 00分            |              | ●            | ●            | →            | →            | ●            | →            | →            | ●            | →            | →            | →            | →            | →            | ●    | →    | →    | →      | ●      | ●      | 31分              | 東京          |
| 希望號◆  | 博多、廣島     | 06分            |              | ●            | ●            | →            | →            | →            | →            | →            | ●            | →            | →            | →            | ●            | →            | ●    | →    | →    | →      | ●      | ●      | 37分              | 東京          |
| 希望號   | 博多           | 15分            |              | ●            | ●            | →            | →            | →            | →            | →            | ●            | →            | →            | →            | ●            | →            | ●    | →    | →    | →      | ●      | ●      | 43分              | 東京          |
| 光號     | （岡山）36分   | （岡山）36分    | （岡山）36分 | （岡山）36分 | （岡山）36分 | （岡山）36分 | （岡山）36分 | （岡山）36分 | （岡山）36分 | （岡山）36分 | （岡山）36分 | （岡山）36分 | （岡山）36分 | （岡山）36分 | （岡山）36分 | （岡山）36分 | ●    | ●    | ●    | ●      | ●      | ●      | 46分              | 東京          |
| 瑞穗號★  | 鹿兒島中央     | 22分            | ＝           | ●            | ●            | →            | →            | △            | →            | →            | ●            | →            | →            | →            | △            | →            | ●    | →    | △    | →      | ●      | ●      | 50分              | 新大阪        |
| 櫻號★    | 鹿兒島中央     | 23分            | ＝           | ●            | ●            | →            | →            | →            | ●            | →            | ●            | →            | →            | →            | ●            | →            | ●    | →    | ●    | →      | ●      | ●      | 59分              | 新大阪        |
| 希望號◆  | 博多、廣島     | 27分            |              | ●            | ●            | →            | →            | →            | →            | →            | ●            | →            | →            | →            | →            | →            | ●    | →    | ●    | →      | ●      | ●      | 55分              | 東京          |
| 希望號   | 博多           | 36分            |              | ●            | ●            | →            | →            | ●            | →            | →            | ●            | →            | →            | →            | →            | →            | ●    | →    | →    | →      | ●      | ●      | 04分              | 東京          |
| 希望號◆  | 博多           | 42分            |              | ●            | ●            | →            | →            | →            | ●            | →            | ●            | →            | →            | →            | →            | →            | ●    | →    | →    | →      | ●      | ●      | 13分              | 東京          |
| 櫻號◆☆   | 鹿兒島中央     | 45分            | ＝           | ●            | ●            | →            | →            | ●            | →            | →            | ●            | →            | →            | →            | ●            | →            | ●    | →    | ●    | ▼      | ●      | ●      | 21分              | 新大阪        |
| 瑞穗號☆  | 鹿兒島中央     | 53分            | ＝           | ●            | ●            | →            | →            | △            | →            | →            | ●            | →            | →            | →            | △            | →            | ●    | →    | △    | →      | ●      | ●      | 21分              | 新大阪        |
| 回聲號   | （博多南）博多 | 不定            | ●            | ●            | ●            | ●            | ●            | ●            | ●            | ●            | ●            | ●            | ●            | ●            | ●            | ●            | ●    | ●    | ●    | ●      | ●      | ●      | 25分              | 岡山、新大阪* |

備註

1. 東海道-山陽新幹線直通希望號：下行末班車及上行首班車停靠西明石站。

2. 山陽新幹線唯一燕號班次：上行302次行駛熊本至小倉。

##### 2024年3月16日起
- 東海道—山陽新幹線直通運行，希望號每小時至多可達6班車。
- 希望號新大阪到博多運行時間：（最短）2小時28分、（最長）2小時33分。
- 「回聲號」出發及到達時刻不固定，部分班次運行區間與上表不同。
- 上表為白天運行模式，清晨及深夜時段會有不同。

## 圖片集
希望（Nozomi）

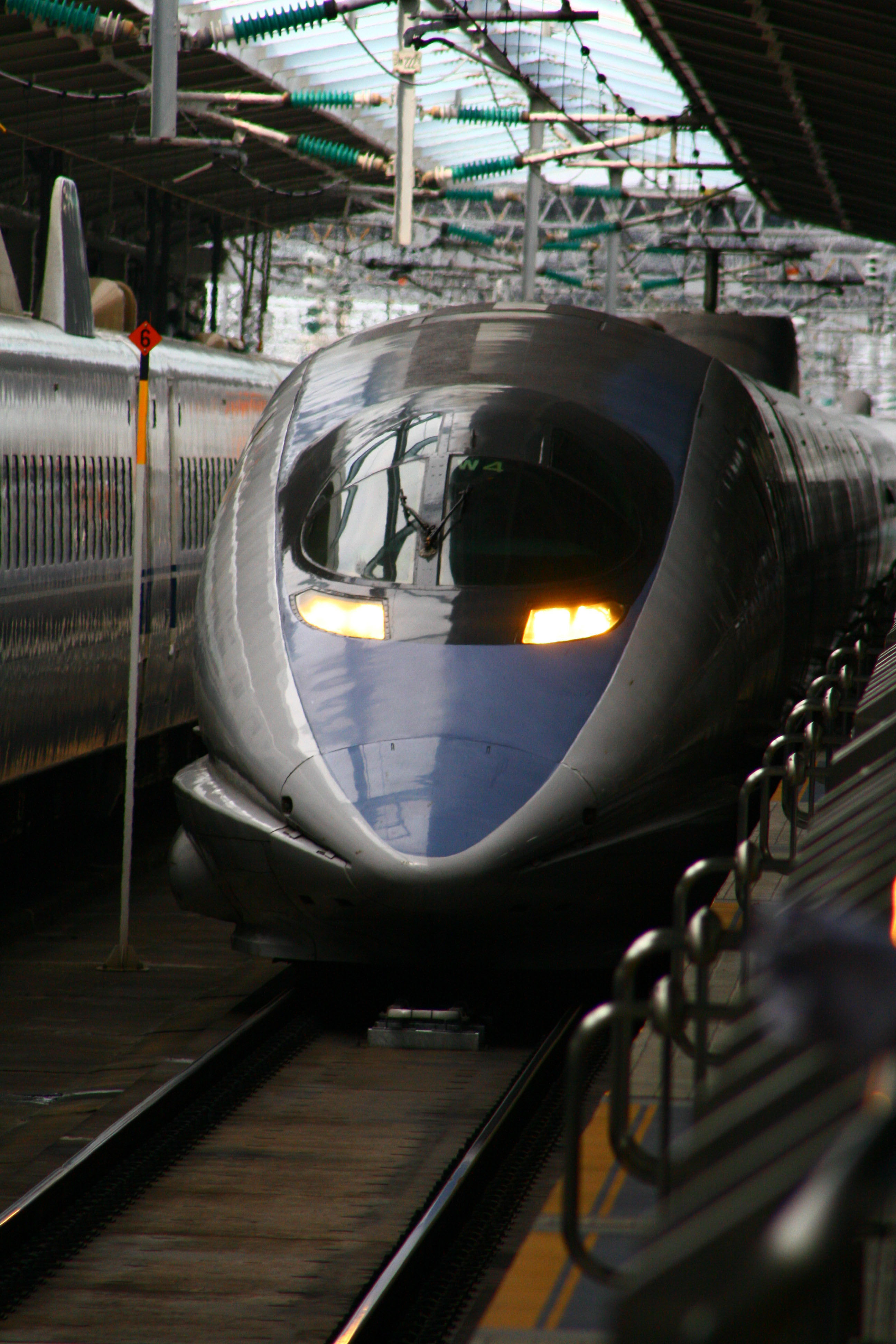
500系希望號列車
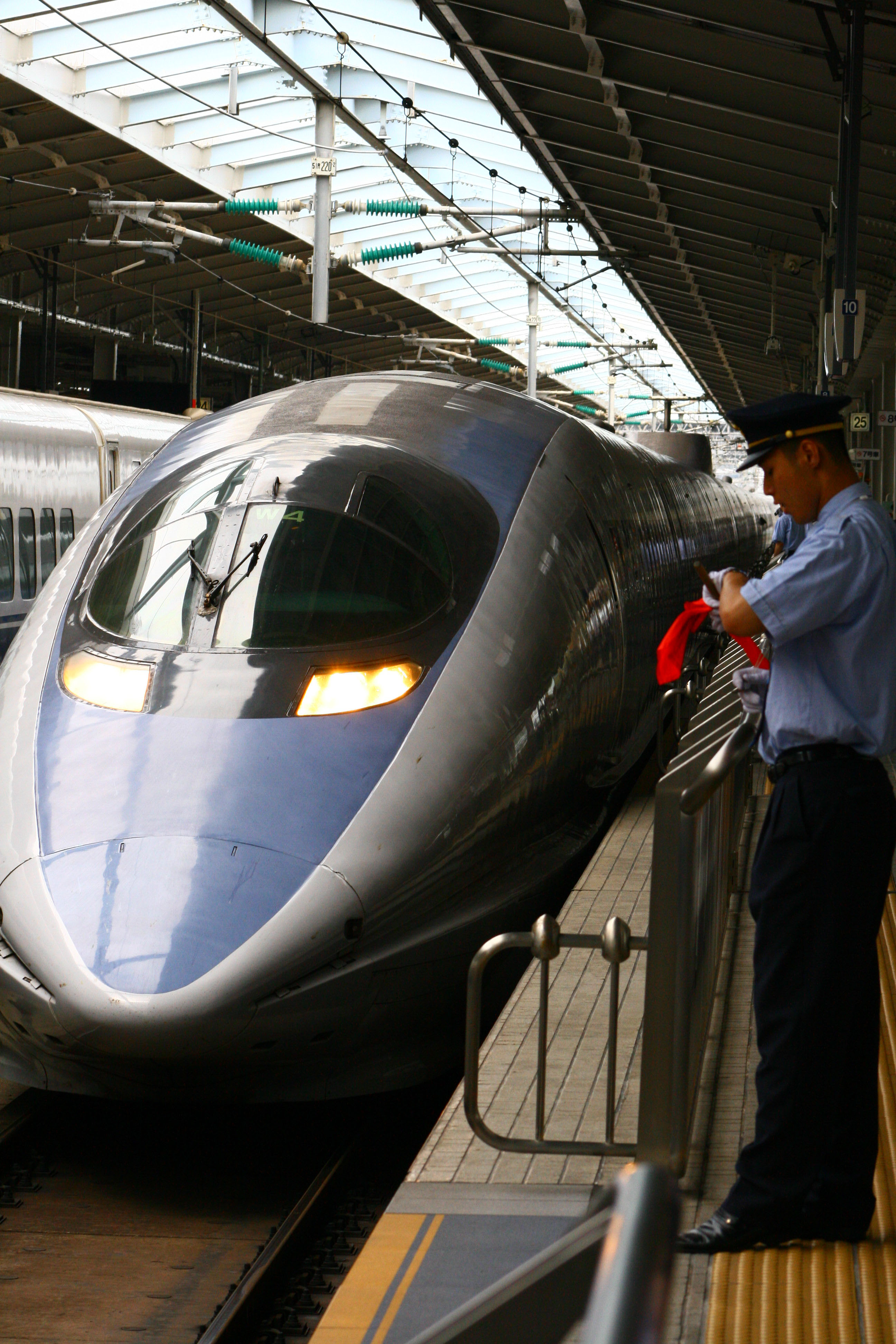
500系希望號列車與車站職員
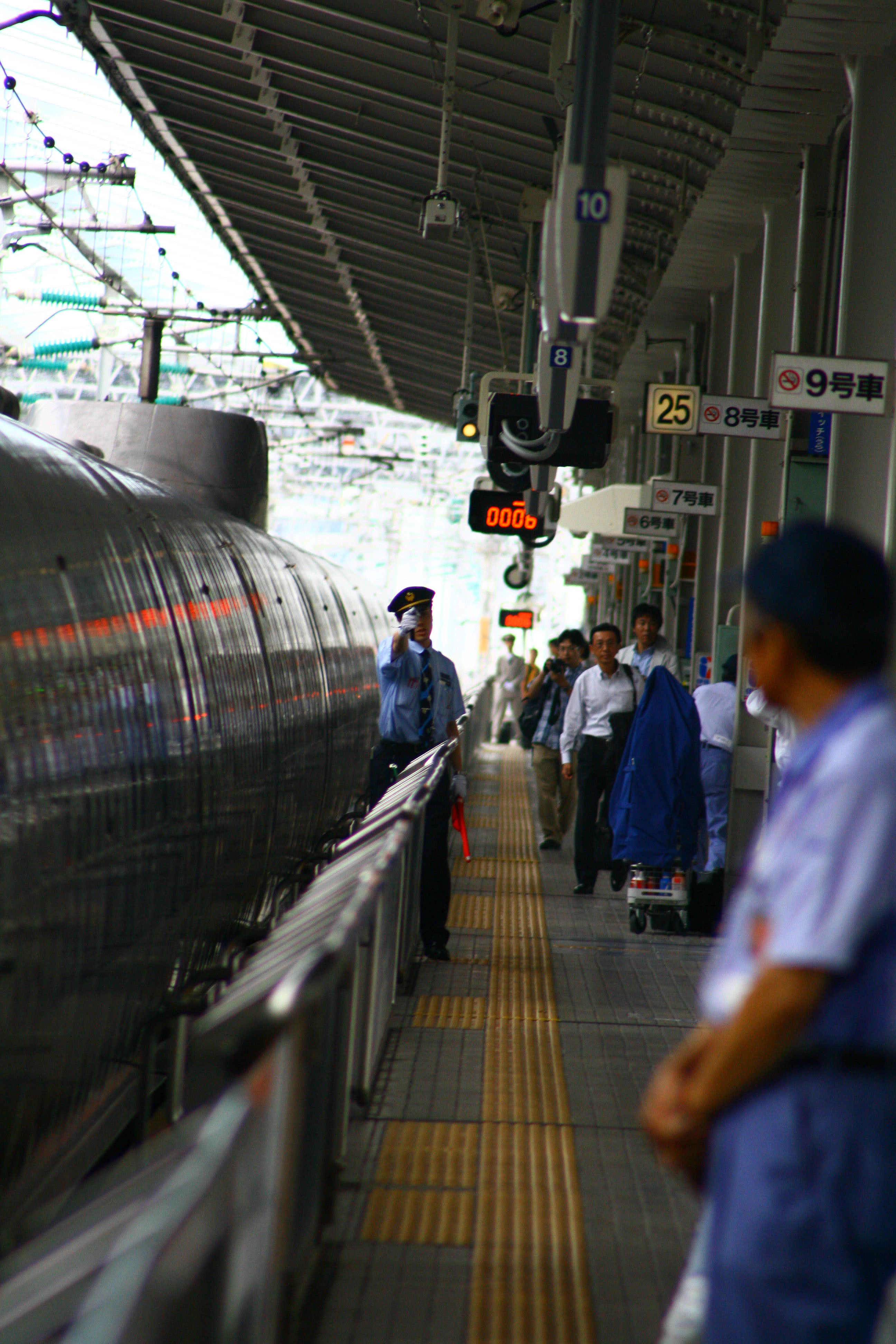
500系希望號列車準備離開車站，職員執行確認程序
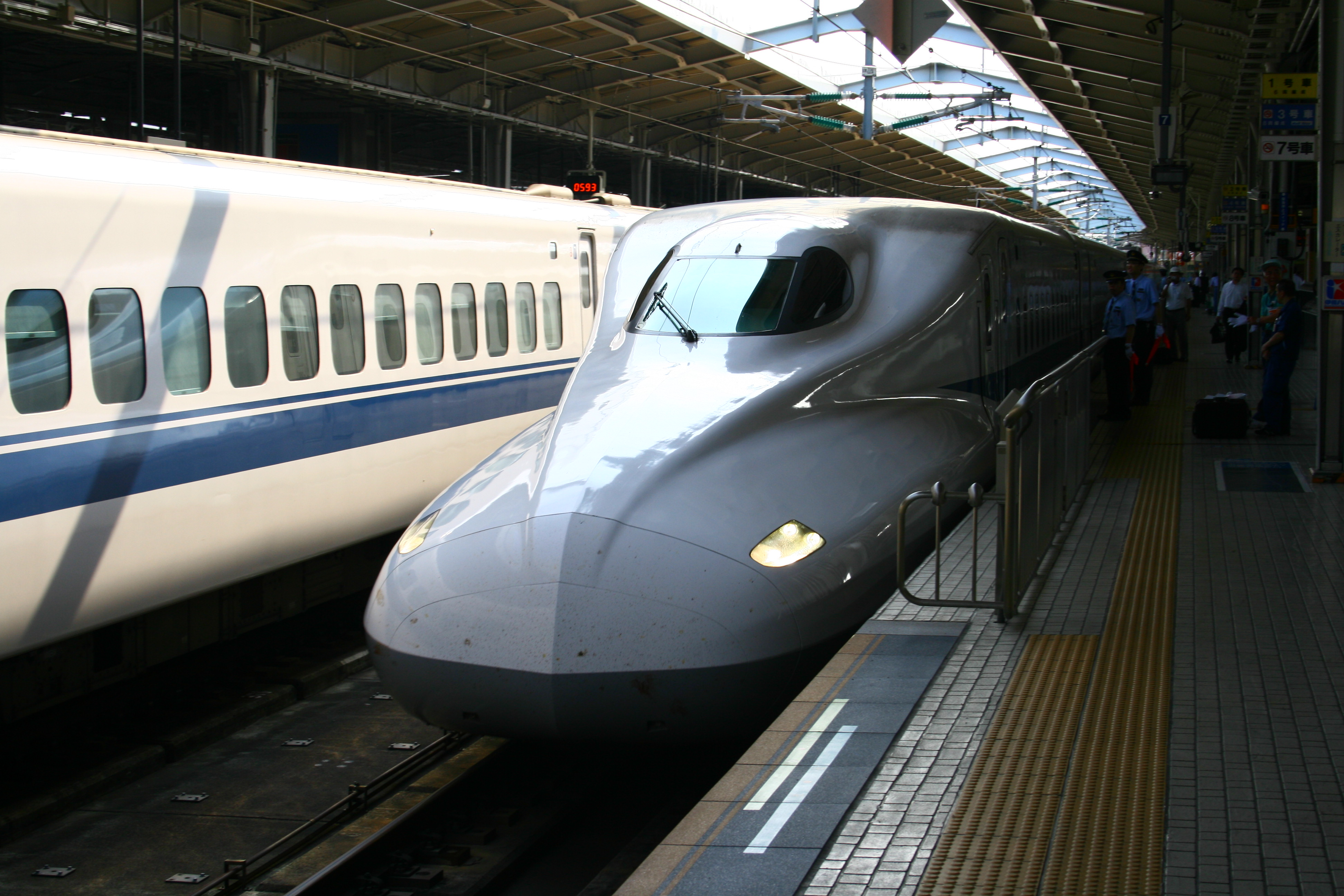
近年活躍於希望號的N700系列車
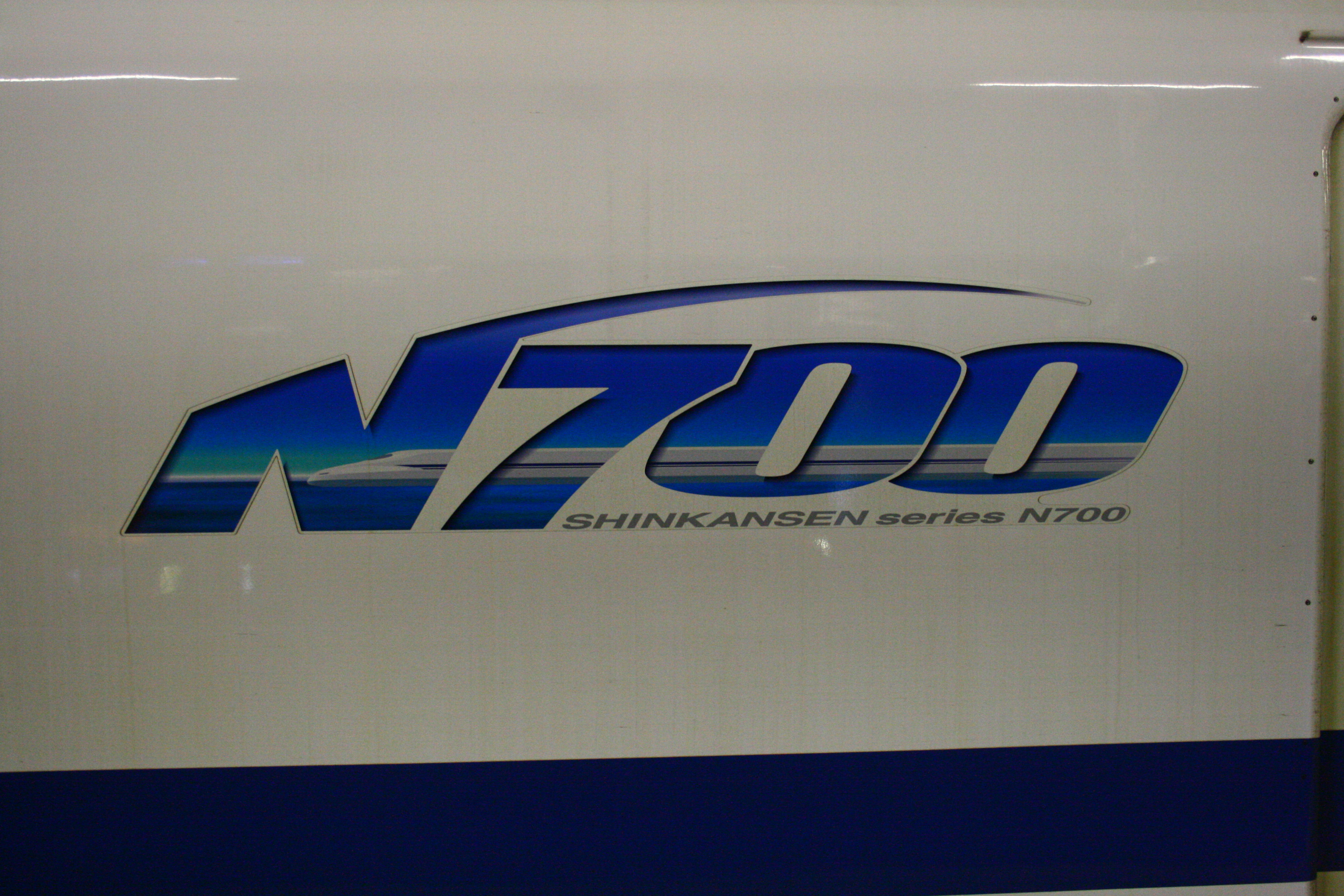
N700系列車的標誌
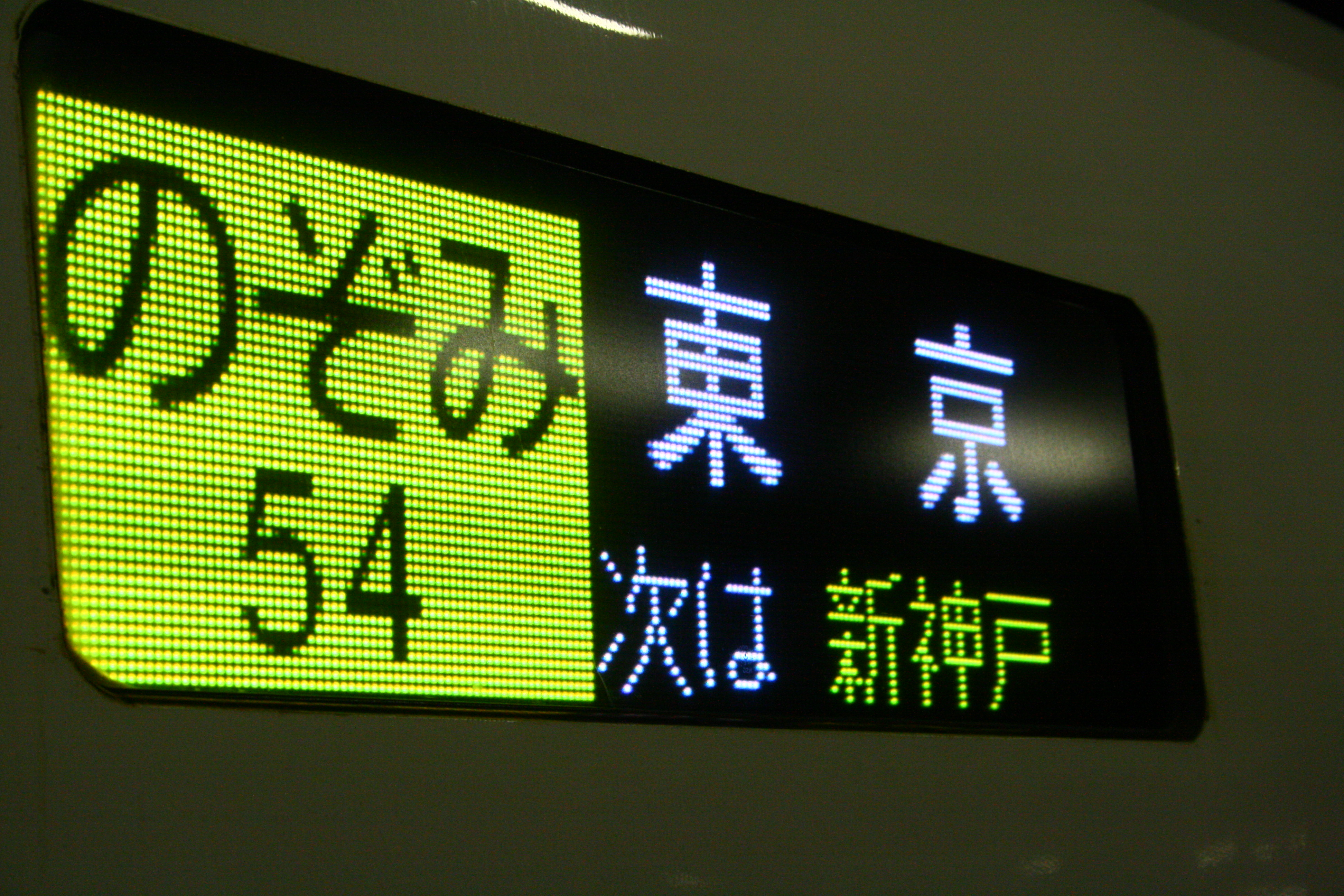
行走希望號的N700系列車的電子顯示器

光（Hikari）

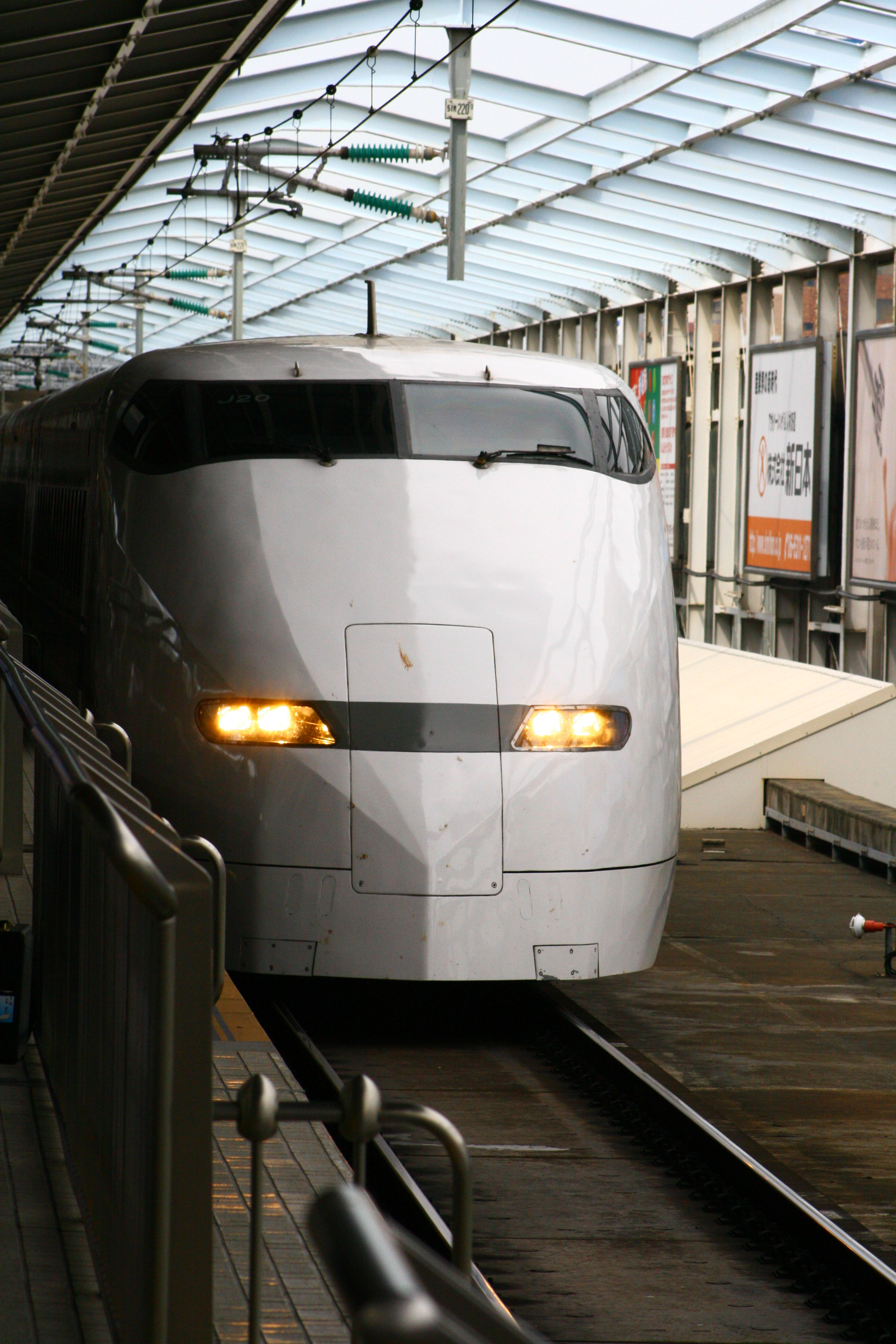
300系光號列車
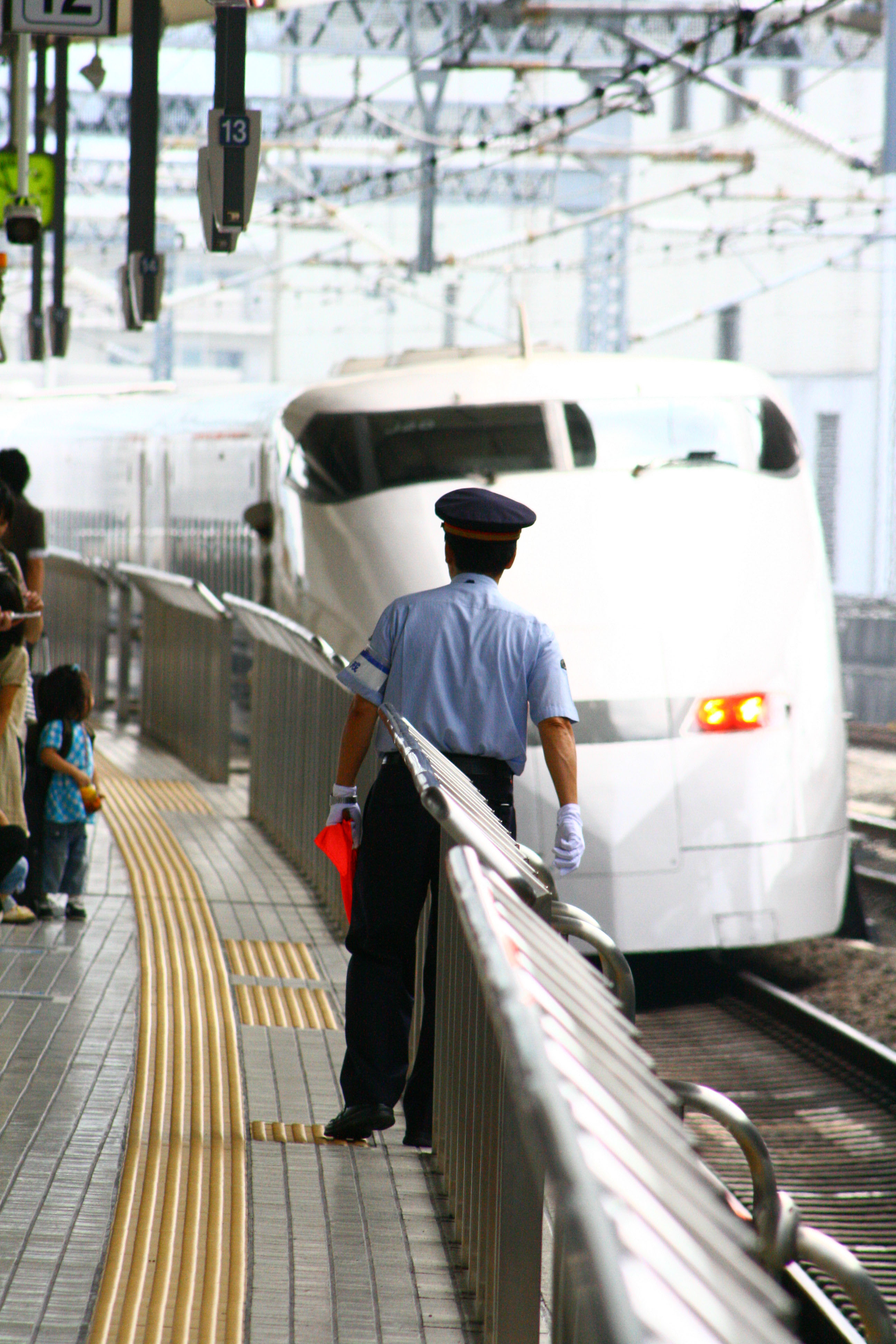
300系光號列車離開車站

光號鐵路之星（Hiakri Railstar）

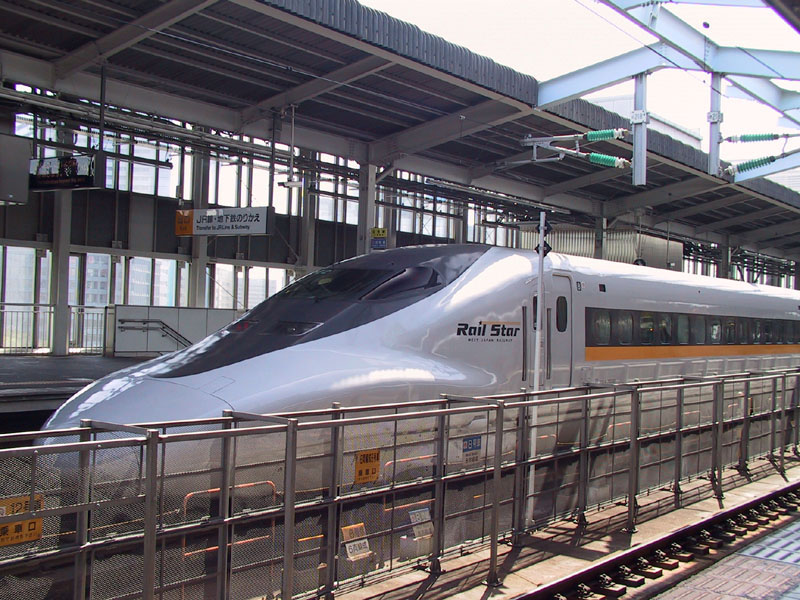
JR西日本光號鐵路之星（京都車站）
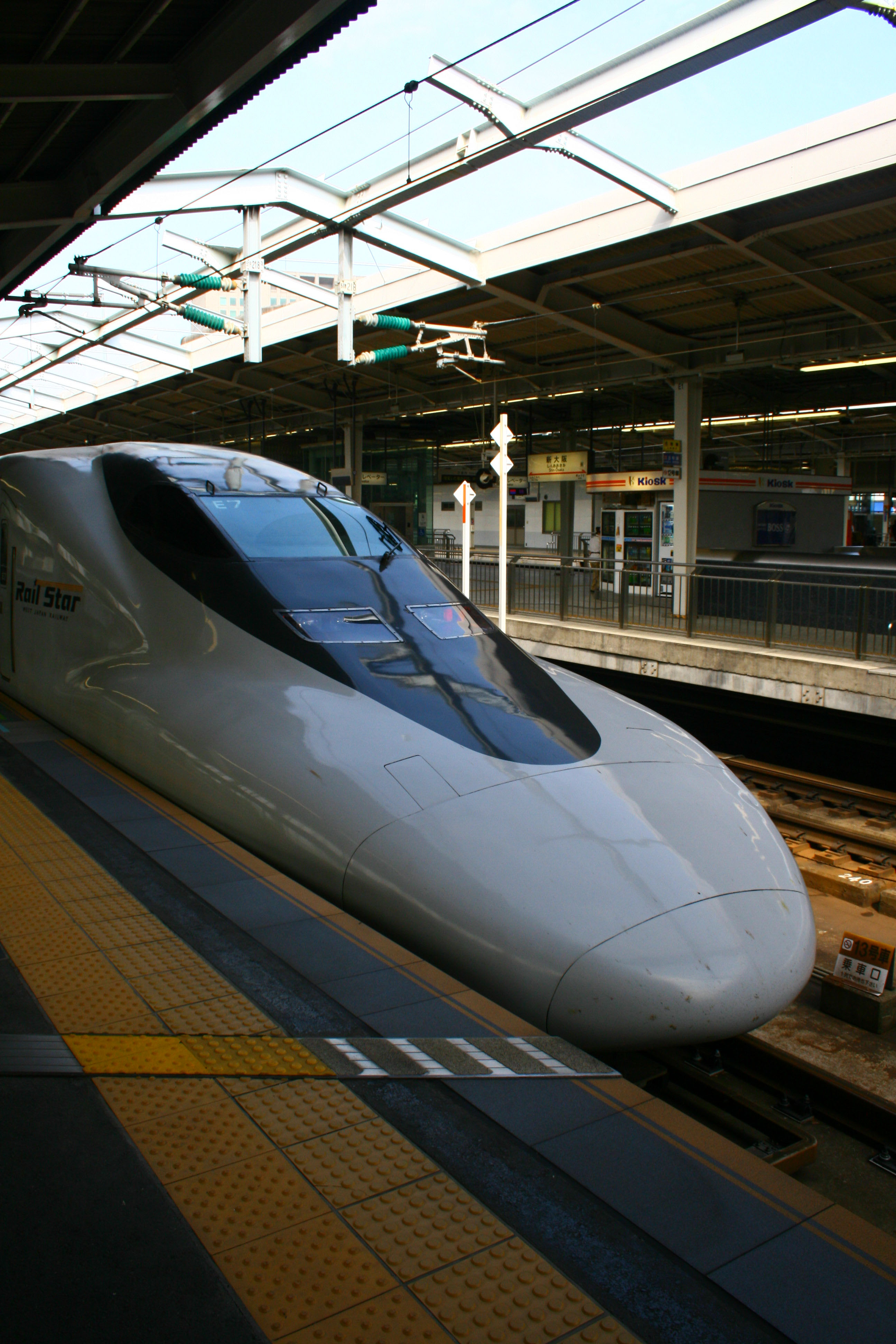
光號鐵路之星
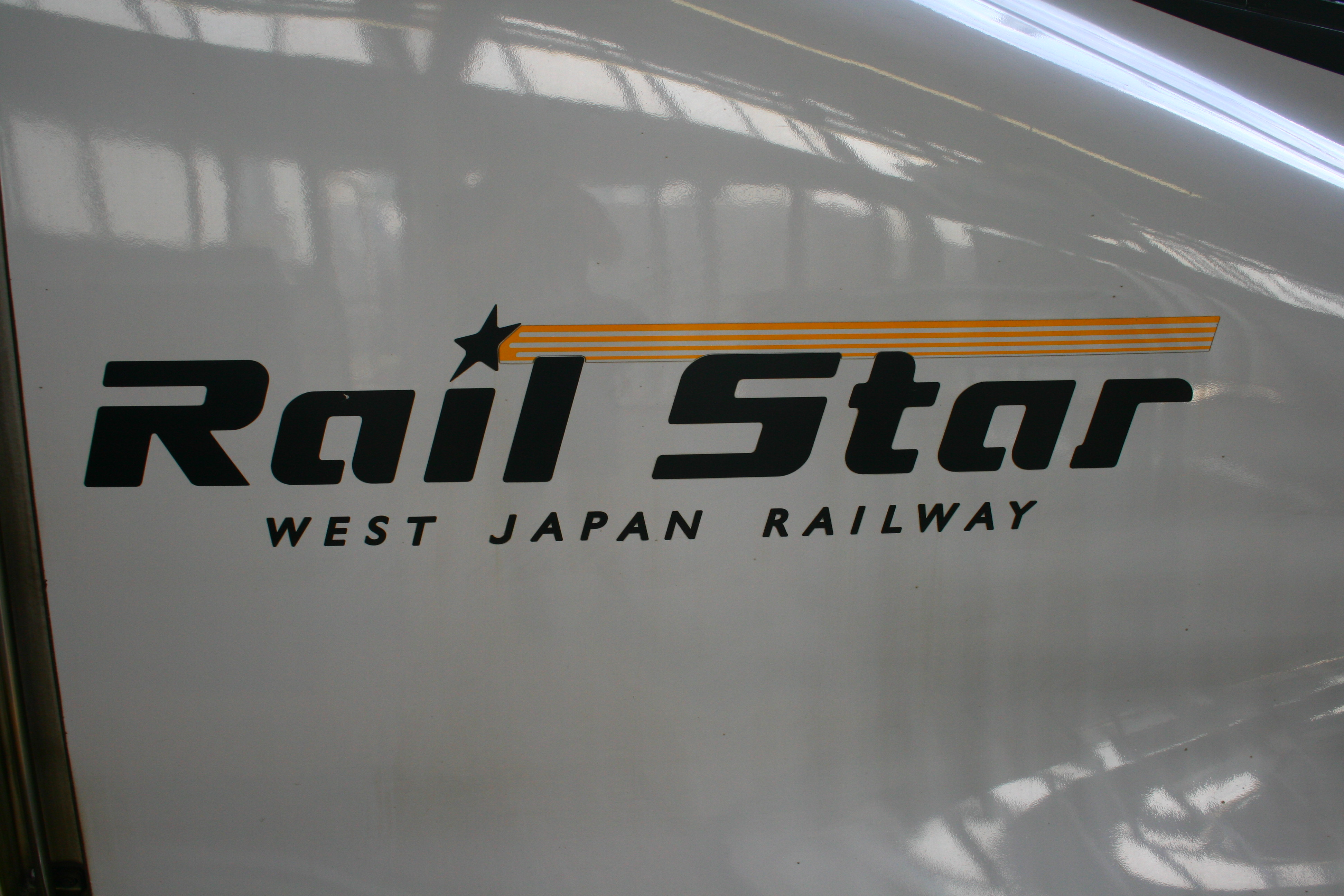
光號鐵路之星的標誌

回聲號列車（Kodama）

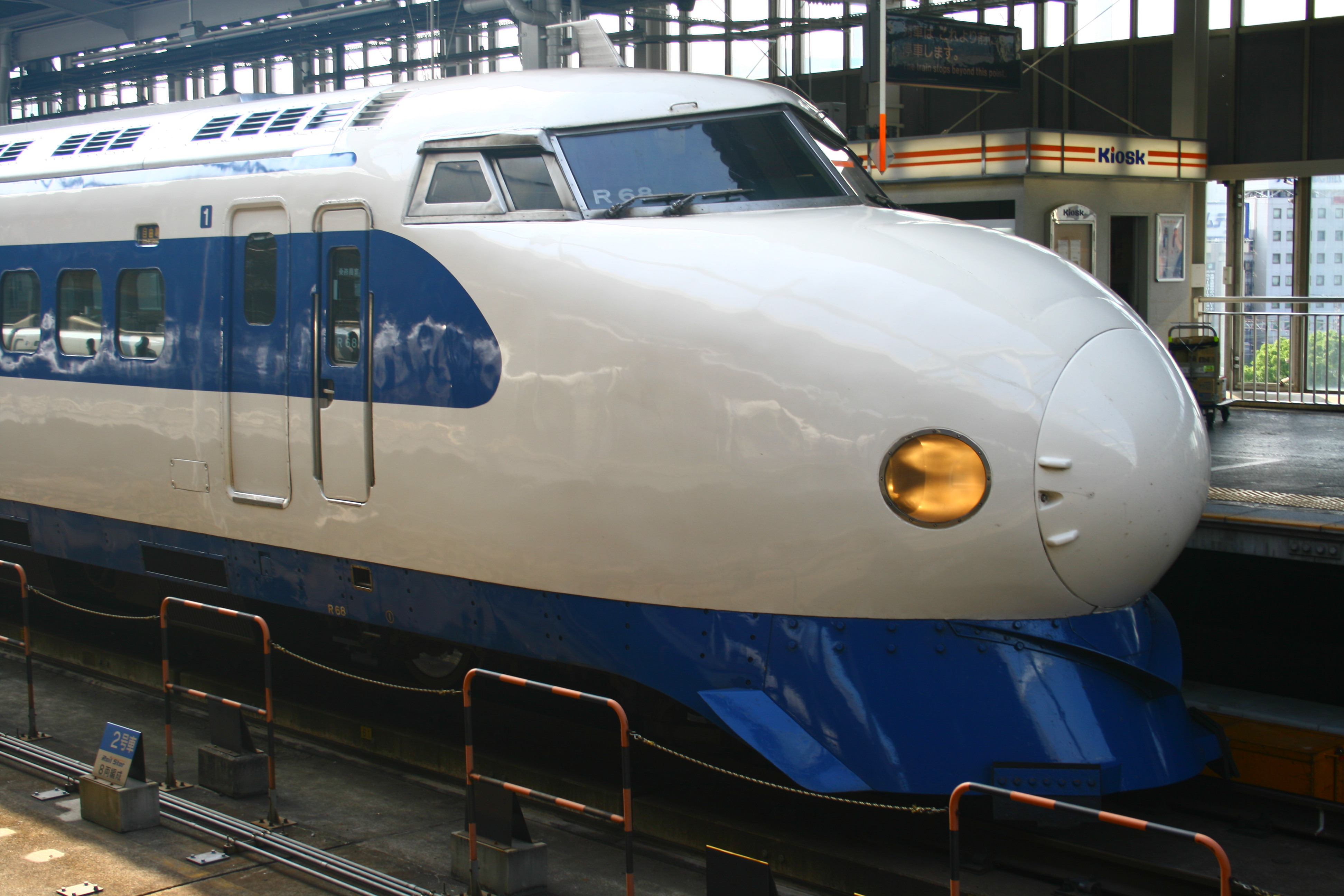
行走回聲號的0系列車，原來的塗裝
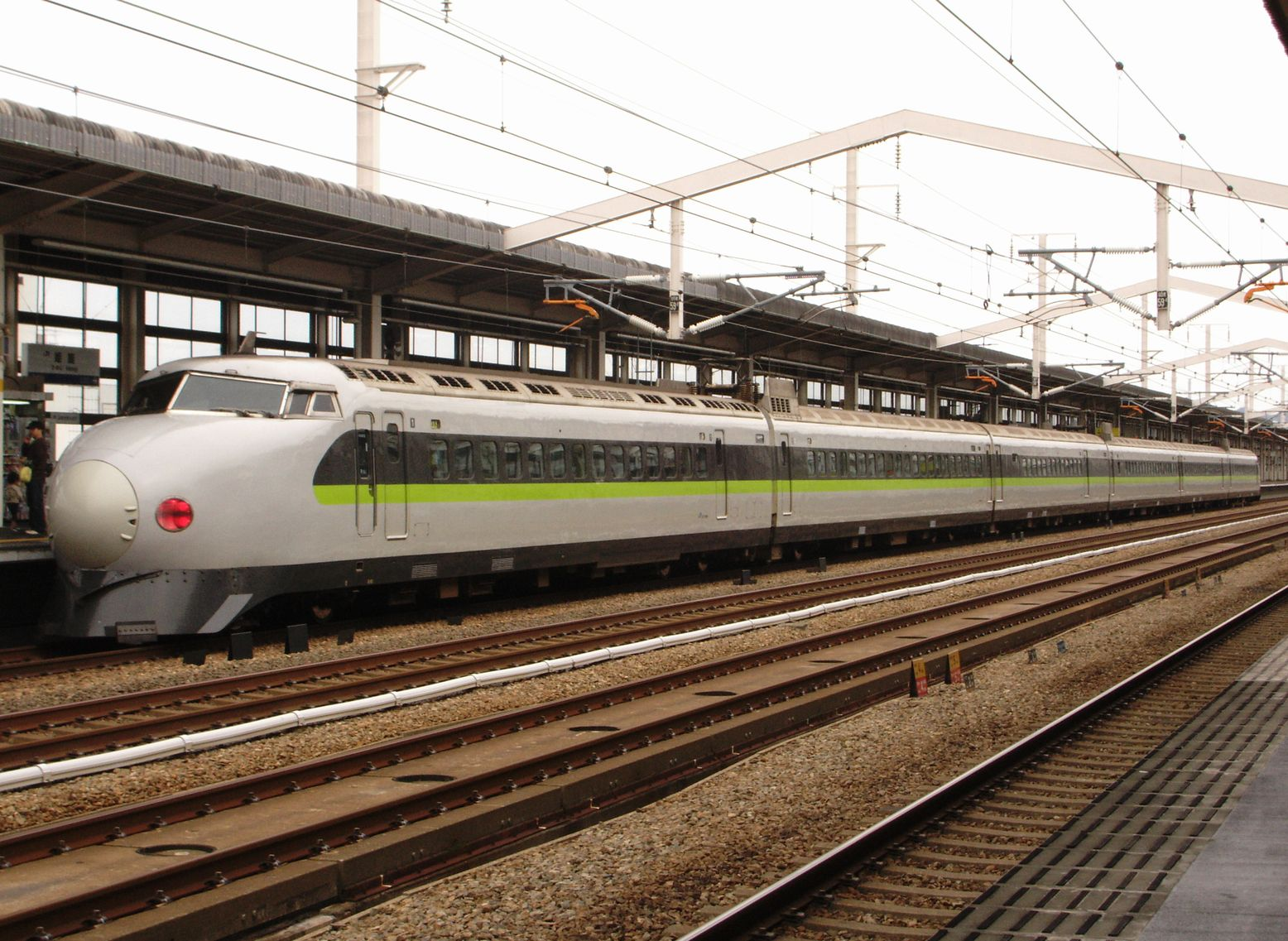
行走回聲號的0系列車，但已塗上了新塗裝

## 注脚
1. ↑  JR西日本會在自己公司的主要車站定期的張貼新幹線時刻表，以「東海道·山陽·九州新幹線」標記。

## 外部連結
- のぞみ・ひかり・こだま：JRおでかけネット （页面存档备份，存于）
- みずほ・さくら・ひかり・こだま・つばめ：JRおでかけネット （页面存档备份，存于）

Template:Navbox2
Template:山陽新幹線
#invoke:Portal bar